# ルパン三世 -王妃の首飾りを追え!-
『ルパン三世 -王妃の首飾りを追え!-』（ルパンさんせい おうひのくびかざりをおえ）は、宝塚歌劇団のミュージカル作品。脚本・演出を担当するのは小柳奈穂子。

## 概要
2015年1月1日から2月2日まで宝塚大劇場、同年2月20日から3月22日に東京宝塚劇場にて上演された。雪組トップコンビ早霧せいな・咲妃みゆは本作がお披露目公演となった。併演はファンタスティック・ショー『ファンシー・ガイ!』。
モンキー・パンチ原作の漫画『ルパン三世』を題材としたオリジナル作品である。ルパン三世がミュージカル化されるのは1998年の「ルパン三世 I'm LUPIN」以来17年ぶりであり、宝塚歌劇では初となる。ルパン三世シリーズとしては初となる女性キャストのみでの公演でもある。
カリオストロ伯爵の登場、「裏切りは女のアクセサリー」という台詞が登場するなど、全体的にアニメシリーズを意識した演出が行われており、衣装デザインは「TV第2シリーズ」及び「TVスペシャルシリーズ」に準じたものとなっている。また大野雄二による「TV第2シリーズ」のBGMも劇中内で多数使われており、主題歌である「ルパン三世のテーマ」や三波春夫が歌う銭形警部のテーマ曲「銭形マーチ」を歌うシーンもある。

## ストーリー
現代のフランス、ベルサイユ宮殿では長らく行方不明であった“マリー・アントワネットの首飾り”の展覧会が行われている。フランス史に残る詐欺事件に使われた首飾りが、200年の時を超えて民家の納屋から発見されたのだった。
時価30億円に上る首飾りを手に入れようと宮殿を訪れたルパン、五エ門、次元と同じく宮殿に忍び込んでいた不二子は鉢合わせした銭形をいつもののように出し抜くも首飾りが保管されている部屋に到着する。ところがルパンが悪戯心で呪文を唱えていると銭形に追いつかれ、些細な事故でルパンが首飾りに手を触れた瞬間、5人は不思議な光につつまれた。気がつけば一同はルイ16世、マリー・アントワネットのいる、革命前夜の1785年にタイムスリップしてしまったのだ。
そこでルパンは神出鬼没のカリオストロ伯爵という錬金術師がいることを知り、現代へ戻るための手がかりを得るために近づく。やがてルパンは、王妃が持っているハプスブルクの秘宝「マリアの涙」が現代へ戻るカギとなることを知る。
一方、銭形も王妃の護衛するアンリとジョルジュからルパン一味が現れたことを知り、ルパン逮捕のため、2人と行動を共にする。
ルパンは、カリオストロ伯爵とマリーに恨みを抱くジャンヌとその愛人レトーに、王妃の首飾りを手に入れる代わりに自分に協力するようにたきつけ、自分は「マリアの涙」を手に入れるためにマリーに近づくがルパンは自分に正直に生きるマリーに心奪われていき、マリーは次第にルパンの奔放さに惹かれていく。後に殺される彼女の未来を知るルパンはなんと歴史を変えずにマリーを救うというとんでもない計画を思いつく。

## 配役
| キャラクター名                   | 本公演     | 新人公演     | 備考  |
| -------------------------------- | ---------- | ------------ | ----- |
| ルパン三世                       | 早霧せいな | 永久輝せあ   |       |
| マリー・アントワネット           | 咲妃みゆ   | 星南のぞみ   | [ 5 ] |
| 銭形警部                         | 夢乃聖夏   | 久城あす     |       |
| 峰不二子                         | 大湖せしる | 妃華ゆきの   |       |
| カリオストロ伯爵                 | 望海風斗   | 月城かなと   |       |
| 石川五ェ門                       | 彩凪翔     | 煌羽レオ     |       |
| 次元大介                         | 彩風咲奈   | 真地佑果     |       |
| ノワイユ伯爵夫人                 | 梨花ますみ | 杏野このみ   |       |
| マリー・ルゲイ                   | 舞咲りん   | 愛すみれ     |       |
| メルシー伯爵                     | 奏乃はると | 水月牧       |       |
| ポリニャック伯爵夫人             | 早花まこ   | 星乃あんり   |       |
| ルイ16世 / オーギュスト          | 鳳翔大     | 叶ゆうり     |       |
| ロアン枢機卿                     | 蓮城まこと | 桜路薫       |       |
| マクシミリアン・ロベスピエール   | 香綾しずる | 悠斗イリヤ   |       |
| オランド長官                     | 朝風れい   | 叶海世奈     |       |
| シャルル・ベーマー               | 透真かずき | 和城るな     |       |
| ド・ラ・モット伯爵               | 央雅光希   | 彩波けいと   |       |
| ジャンヌ・ド・ラ・モット伯爵夫人 | 透水さらさ | 花瑛ちほ     |       |
| ジョルジュ                       | 真那春人   | 天月翼       |       |
| アンリ                           | 帆風成海   | 陽向春輝     |       |
| ポール・パッサンジュ             | 久城あす   | 鳳華はるな   |       |
| ミラボー                         | 煌羽レオ   | 橘幸         |       |
| マリー・ルイーズ                 | 星乃あんり | 有沙瞳       |       |
| レトー・ド・ラ・ヴィレット       | 月城かなと | 真條まから   |       |
| バルナーヴ                       | 永久輝せあ | 諏訪さき     |       |
| セラフィーナ                     | 有沙瞳     | 彩みちる     |       |
| マリア・テレーズ                 | 星南のぞみ | 月華雪乃     |       |
| ルイ・シャルル                   | 彩みちる   | 野々花ひまり |       |
| 座長                             | 悠斗イリヤ | 璃央じゅん   |       |
| 座員                             | 真地佑果   | 瀬南海はや   |       |
| 貴族男                           | 桜路薫     | 瀬南海はや   |       |
| 貴族女                           | 千風カレン | 彩月つくし   |       |
| 貴族女                           | 此花いの莉 | 蒼井美樹     |       |
| 踊り子                           | 沙月愛奈   | 咲妃みゆ     |       |
| 踊り子                           | 花瑛ちほ   | 妃桜ほのり   |       |
| 踊り子                           | 白峰ゆり   |              |       |
| 踊り子                           | 雛月乙葉   | 華蓮エミリ   |       |
| 踊り子                           | 桃花ひな   | 水沙瑠流     |       |
| 踊り子                           | 笙乃茅桜   | 沙羅アンナ   |       |
| 踊り子                           | 舞園るり   | 夢乃花舞     |       |
| 踊り子                           | 蒼井美樹   | 桜良花嵐     |       |

## スタッフ
- 原作：モンキー・パンチ
- 脚本・演出：小柳奈穂子
- オリジナル作曲：大野雄二
- 作曲・編曲：青木朝子
- 音楽指揮：佐々田愛一郎（宝塚大劇場）、御崎恵（東京宝塚劇場）
- 振付：AYAKO、KAZUMI-BOY
- 殺陣：栗原直樹
- 装置：二村周作
- 衣装：有村淳
- 照明：勝柴次朗
- 音響：大坪正仁
- 歌唱指導：山口正義
- 映像：奥秀太郎
- 制作・著作：宝塚歌劇団
- 主催：阪急電鉄
- 特別協賛：東日本電信電話、西日本電信電話

## 映像ソフト化
公演および稽古風景の特典映像を収録したDVDが2015年4月28日に発売された。なお、公演の収録日は同年1月16日。